# Fontana del Vanvitelli

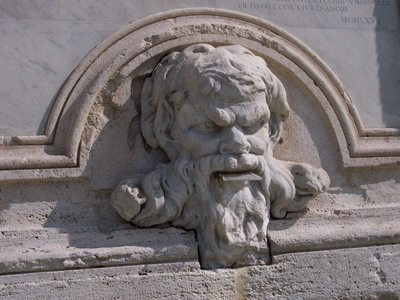
Particolare della fontana

La fontana del Vanvitelli si trova a Civitavecchia, all'interno del porto storico, inserita nella parte centrale del muraglione di Urbano VIII e si affaccia sul bacino portuale.

## Storia
Fu promossa nel 1740 da papa Benedetto XIV, il quale volle sostituire una vecchia vasca posta nella stessa area di quella attuale.
Fu realizzata nel 1743 dall'architetto Luigi Vanvitelli completamente in travertino e rappresenta la testa di un vecchio fauno, inserita in un'edicola con timpano curvilineo, dalla cui bocca fuoriusciva l'acqua.
Davanti alla fontana spesso si celebrano delle importanti manifestazioni.

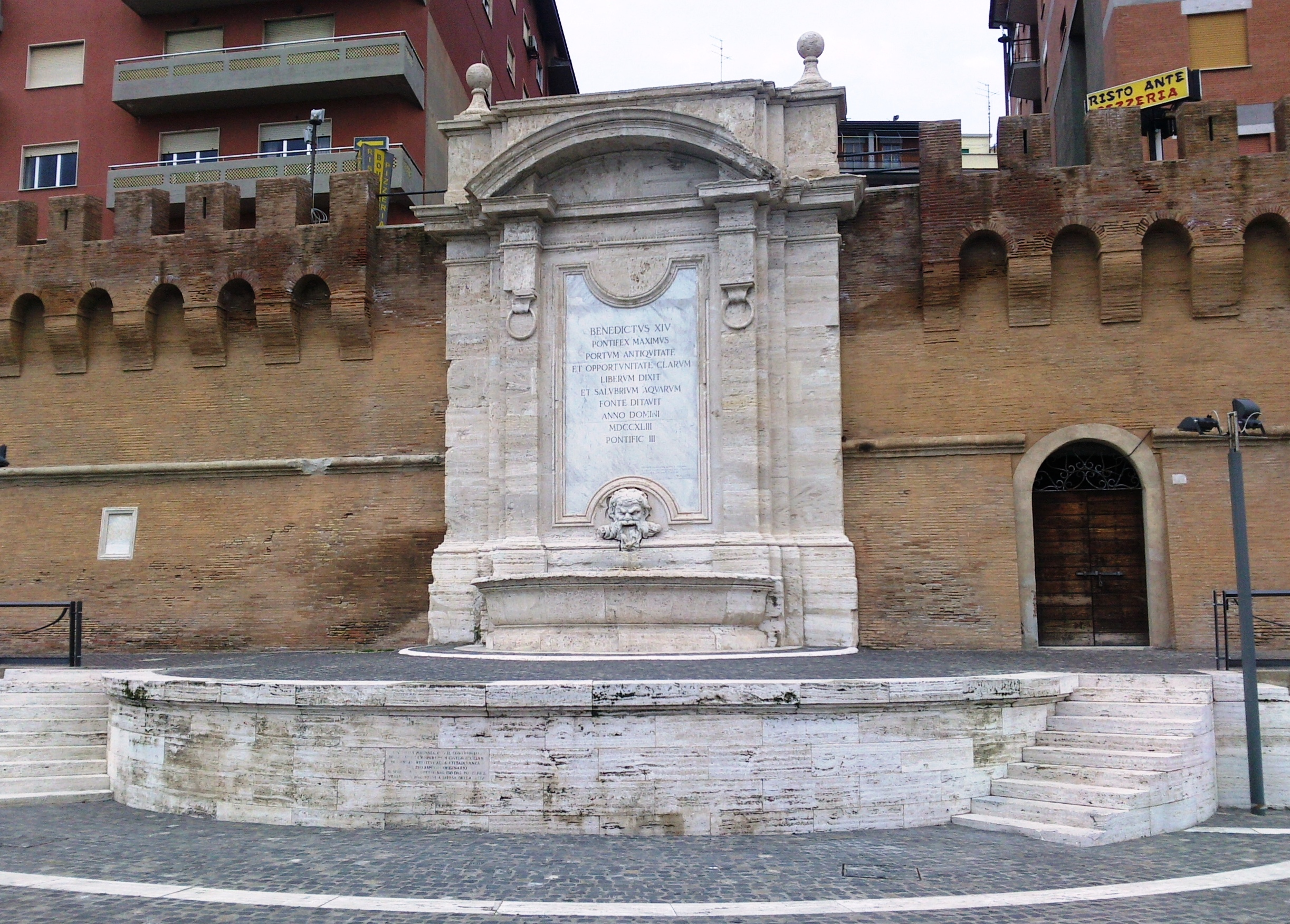
La fontana nel suo insieme